# Gibbula guttadauri
Gibbula guttadauri é uma espécie de búzio, um molusco gastrópode pertencente à família Trochidae.
A espécie foi primeiramente descrita por Rodolfo Amando Philippi, em 1836, com o nome binomial Trochus guttadauri.

## Descrição
O tamanho da concha varia entre 4 mm e 11 mm. A sua concha pequena e umbilicada possui uma forma cônica; ela também é esbranquiçada, sendo manchada de forma irregular por máculas marrom-avermelhadas ou arroxeadas em cima, e pontilhada em baixo. As seis espirais são muito convexas e compõem um formato de torre. O ápice da concha é bem acentuado. A espiral do corpo é circundada por três estrias bem pronunciadas, uma na periferia e outras duas acima. Os interstícios são lameloso-estriados. Eles são plicados ou lameloso-estriados abaixo das suturas. A base da concha contém 6 ou 7 liras concêntricas. A columela é quase reta, arqueada por cima e termina em um tubérculo embaixo. O umbílico é estreito.

## Distribuição
Essa espécie é encontrada no Mar Mediterrâneo (Sicília) e no Mar Adriático (costa da Dalmácia).